# Oxalis annae
Oxalis annae är en harsyreväxtart som beskrevs av F. Bolus. Oxalis annae ingår i släktet oxalisar, och familjen harsyreväxter. Inga underarter finns listade i Catalogue of Life.